# Dammtjärnet (Dalskogs socken, Dalsland)
Dammtjärnet är en sjö i Melleruds kommun i Dalsland och ingår i Göta älvs huvudavrinningsområde. Sjön har en area på 0,0647 kvadratkilometer och ligger 172,8 meter över havet.

## Delavrinningsområde
Dammtjärnet ingår i det delavrinningsområde (651932-129393) som SMHI kallar för Utloppet av Teåkerssjön. Medelhöjden är 159 meter över havet och ytan är 17,99 kvadratkilometer. Räknas de 5 avrinningsområdena uppströms in blir den ackumulerade arean 88,81 kvadratkilometer. Krokån (Teåkersälven) som avvattnar avrinningsområdet har biflödesordning 3, vilket innebär att vattnet flödar genom totalt 3 vattendrag innan det når havet efter 174 kilometer. Avrinningsområdet består mestadels av skog (63 procent). Avrinningsområdet har 4,61 kvadratkilometer vattenytor vilket ger det en sjöprocent på 25,6 procent.